# Frederic Brenton Fitch
Pour les articles homonymes, voir Fitch.
Frederic Brenton Fitch (1908–1987) est un logicien américain, professeur émérite  de l’université Yale, connu notamment pour sa variante de la déduction naturelle, appelée   style de Fitch de la déduction naturelle.